# Kajsa Rootzén
Kajsa Vilhelmina Rootzén, född 14 oktober 1904 i Halmstad, död 7 juni 1978 i Stockholm, var en svensk musikkritiker, kulturskribent och författare. Hon skrev under signaturerna K.R-n., Solmido och Roxy.

## Biografi
Kajsa Rootzén avlade studentexamen på Ebba Lundbergs högre läroverk för flickor i Helsingborg 1924. Hon arbetade därefter som volontär på tidningen Halland i Halmstad under en tid, och tillbringade ett år som medarbetare på Helsingborgs-Posten Skåne Halland 1925. Efter att hon flyttat till Stockholm arbetade hon som lärare i maskinskrivning på Bar-Lock-institutet under några år innan hon avslutade sina studier vid Stockholms högskola 1931. Hon var bland de första med musikhistoria som huvudämne i sin fil.kand-examen. Rootzén hade då redan, år 1928, debuterat som skönlitterär författare med romanen Stockholmsungdom. Två år senare kom romanen Vårdagjämning. Båda romanerna mottogs ganska välvilligt som skildringar av moderna ungdomars väg in i vuxenlivet. Efter sin högskoleexamen koncentrerade Rootzén sitt skriftställarskap till musikområdet.
Under åren 1930–1937 var Kajsa Rootzén verksam som musikskribent och redaktör för ett antal tidskrifter, inklusive Scenen, Teatern och Phosphoros. År 1938 anställdes hon på Svenska Dagbladet där hon var musikkritiker fram till 1966. Samtidigt med journalistiken översatte hon litteratur om tonsättare. Listan av översatta titlar omfattar runt 30 verk från mitten av 1930-talet till 1975. Hon skrev dessutom egna fackböcker på 1940-talet: Den svenska baletten: från Stiernhielm till Brita Appelgren, 1945, och samma år även Jenny Lind: den svenska näktergalen, då tillsammans med Torben Meyer. År 1948 utkom boken Claude Debussy, som hon var ensam författare till.
Kajsa Rootzéns intresse för musik omfattade också modern musik vilket märktes genom artiklar och introduktioner om jazz i Svenska Dagbladets söndagsbilaga. Hon var också en av initiativtagarna till det första svenska framförandet av Arnold Schönbergs Pierrot Lunaire med Naima Wifstrand år 1937.
Hon gav även föredrag om musik, som år 1933 på Galerie Moderne i Stockholm där hon gav en kort orientering i ord om ”Musikaliska nutidsperspektiv”. Hon medverkade också i en operasändning på Sveriges Radio år 1960 med en inledning till Debussys opera Pelléas et Mélisande.
Kajsa Rootzéns folkbildande ambitioner märks i hennes bidrag om kvinnor inom musiken till boken Svensk yrkeskvinna, 1950. Där framhåller hon hur starkt det manliga motståndet mot kvinnors ambitioner på musikens område var. Hon berättar bland annat om Elfrida Andrées väg till att kunna verka som organist och tonsättare, liksom om flera pianister och många namnkunniga sångerskor.
När Kajsa Rootzén avled år 1978 var hon en respekterad kritiker och kulturskribent på musikområdet. Hon är begravd på Västra kyrkogården i Halmstad.